# Cremenea, Mehedinți
Cremenea este un sat în comuna Tâmna din județul Mehedinți, Oltenia, România.